# Meister Eckhart

Mester Eckhart

Meister Eckhart (meșterul sau magistrul Eckhart) sau Eckhart von Hochheim (scris și Eckehart) (n. 1260, Hochheim (Turingia) sau Tambach – d. 1327, Avignon) a fost un teolog mistic german și călugăr dominican.
"Dacă un om renunță la o împărăție sau chiar la lumea întreagă, dar se păstrează pe sine însuși, el n-a părăsit nimic."

## Biografie
Meister Eckhart (Johannes Eckhart, cunoscut și ca Eckhart von Hochheim) a fost unul dintre cei mai mari mistici creștini. S-a născut în anul 1260, în localitatea Hochheim, lângă Gotha, în Turingia. Documentele referitoare la viața lui sunt rare. Descendent din familia nobiliară Hochheim, Eckhart a intrat încă de la o vârstă fragedă în ordinul dominican din Erfurt. După câțiva ani de studii de teologie, filosofie, logică și retorică, a fost trimis să-și desăvârșească instruirea la Köln, la ο celebră școală înființată de Albert cel Mare, apoi la Strasbourg și Paris.
A avut între 1294 și 1298 rangul de superior provincial („prior”) al ordinului dominican din Saxonia și vicar general în Turingia.
În 1302-1304 Eckhart s-a aflat în Franța, unde a primit titlul academic magister sacrae theologiae și a devenit titularul catedrei de teologie la Universitatea din Paris.
În anii următori a avut diferite funcții în ordinul dominican din Germania. În 1307 a devenit vicar general al Bohemiei și a fost împuternicit cu reformarea ordinului dominican și de administrarea numeroaselor mănăstiri din subordinea sa. Ca vicar general al Boemiei a înființat trei mănăstiri.
În 1311 a fost propus pentru postul de superior general al ordinului dominican pentru toată Germania, însă consiliul superior al ordinului nu și-a dat acordul.
Reputația lui Eckhart a crescut neîncetat. Din acest motiv a fost trimis din nou la Paris (1311-1314) pentru a prelua catedra (dominicană) de teologie, onoare ce îi fusese acordată numai lui Toma d'Aquino. A doua ședere în Franța a fost perioada redactării unei părți însemnate din Questiones (Dezbateri) și din comentariile în limba latină referitoare la Sfânta Scriptură. În anii 1314-1324 Eckart se afla la Strasbourg, unde a ținut predici numeroase în fața comunității laice și religioase (dominicanii aveau la Strasbourg șapte mănăstiri).
Ultima parte a vieții lui Meister Eckhart este întunecată de implicarea sa într-un proces de erezie. În 1326, acuzat fiind ca eretic de arhiepiscopul de Köln, un număr de patruzeci și nouă de teze extrase din Benedictus Deus ("Cartea consolării divine"), din predicile germane și din lucrările latine au fost supuse unei anchete bisericești.
Pentru a se apăra, Eckhart i s-a adresat direct papei din Avignon, și-a susținut tezele cu argumente, s-a arătat dispus să renunțe la teze dacă ele s-ar fi dovedit false și și-a retractat câteva cuvinte din textele respective.
În final, prin bula In agro dominico emisă la 27 martie 1327, papa Ioan al XXII-lea a condamnat douăzeci și opt din tezele sale, calificându-le drept eretice.
Meister Eckhart s-a stins din viață în 1327 la Avignon, cu câteva luni înainte ca bula papală să fi fost dată publicității.